# توماس إم. برايس
توماس إم. برايس (بالإنجليزية: Thomas M. Price)‏ هو مهندس معماري أمريكي، ولد في 17 مارس 1916، وتوفي في 6 نوفمبر 1998.